# Alpe di Poti
Con il termine Alpe di Poti  si indica il complesso montuoso che ingloba anche il Monte Favalto e il Monte Dogana, e in particolare nel linguaggio comune degli abitanti della vicina Arezzo, il monte più vicino alla città, dove si trova Poti (974 m s.l.m).

## Storia
Gli abitanti di Arezzo da sempre dimostrano un legame particolare con l'Alpe di Poti. 
Fra VI e VII secolo divenne parte della linea difensiva creata dai bizantini per difendere l'Impero romano d'Oriente dall'invasione dei longobardi. Di data incerta è la fondazione della chiesa romanica di san Severo, che ha dato il nome anche al piccolo centro abitato situato sul versante sud-ovest della montagna. 
Nel secolo scorso la zona dell'Alpe di Poti insieme alla vicina catena montuosa di Catenaia, ha visto combattere la guerra partigiana aretina portata avanti dalla XXIII Brigata Garibaldina "Pio Borri". Accanto alla chiesa di san Severo si trova un monumento che commemora l'eccidio nazista di san Severo avvenuto il 14 luglio 1944, quando i nazisti rastrellarono 20 residenti della zona e ne uccisero 17, perché sospettati di sostenere le attività partigiane. L'eccidio è anche ricordato nella canzone La notte di San Lorenzo del gruppo aretino Casa del Vento. La resistenza terminò ad Arezzo il 16 luglio del 1944 quando le forze alleate liberarono la città di Arezzo.
Nel dopoguerra l'Alpe di Poti era la località di villeggiatura prediletta dagli Aretini, che d'estate affollavano la cima dell'Alpe di Poti sia per gite di un giorno, sia per soggiorni prolungati presso l'albergo che sorgeva un tempo sulla cima dell'Alpe di Poti e che adesso risulta abbandonato.

## Indicazioni stradali
Da Arezzo si procede in direzione Sansepolcro, prendendo la strada SS73 senese aretina. Poco prima di imboccare la superstrada si incontra la deviazione per il Passo dello Scopetone, svoltare a sinistra. Da qui si sale seguendo le indicazioni per Poti-Villaggio Sacro Cuore.